# Trailing Double Trouble
Trailing Double Trouble è un film del 1940 diretto da S. Roy Luby.
È un film western statunitense con Ray Corrigan (accreditato come Ray 'Crash' Corrigan), John 'Dusty' King e Max Terhune (accreditato come Max 'Alibi' Terhune). Fa parte della serie di 24 film western dei Range Busters, realizzati tra il 1940 e il 1943 e distribuiti dalla Monogram Pictures.

## Produzione
Il film, diretto da S. Roy Luby su una sceneggiatura di Oliver Drake con il soggetto di George H. Plympton, fu prodotto da George W. Weeks per la Monogram Pictures tramite la società di scopo Range Busters. Il brano della colonna sonora Under the Western Skies fu composto da Lew Porter e Johnny Lange (parole e musica).

## Distribuzione
Il film fu distribuito negli Stati Uniti dal 10 ottobre 1940 al cinema dalla Monogram Pictures.
Altre distribuzioni:
- in Francia il 29 settembre 1948 (Rapt à l'ouest)
- in Germania Ovest nel gennaio del 1952 (Ein Cowboy lebt gefährlich)

## Promozione
Le tagline sono:
- "The dash and deviltry of mad adventure, terror, tragedy and romance under Western Skies!".
- "AN AVALANCHE OF WESTERN ACTION!".
- "SIX-GUN ACTION by the West's truest TRIGGER TRIO!".